# Антонио, Лу
Лу́ис Дими́триос «Лу» Анто́нио (англ. Louis Demetrios «Lou» Antonio; род. 23 января 1934, Оклахома-Сити, Оклахома, США) — американский актёр, телережиссёр, сценарист и продюсер греческого происхождения, известный по фильмам «Америка, Америка» (1963) и «Хладнокровный Люк» (1967). Номинировался на премию «Эмми» за лучшую режиссуру мини-сериала, фильма или драматической программы (1978, 1979) и за лучшую режиссуру драматического телесериала (1995), а также премию Гильдии режиссёров Америки за лучшую режиссуру драматического сериала (1994).

## Биография
Родился 23 января 1934 года в Оклахома-Сити (Оклахома, США) в семье греков, изначально имевших фамилию Антониу.
Впервые получил известность как спортивный обозреватель в «Daily Oklahoman». В качестве режиссера в основном работал на телевидении. Антонио появлялся в сериалах 1960-х и 1970-х годов («Миссия невыполнима», «Звёздный путь» и др)
Выпускник Актёрской студии.

## Личная жизнь
В 1965—1980 годах был женат на актрисе и писательнице Лейн Брэдбери, от брака с которой имеет дочерей Анжелику и Элькин. Его старший брат Джим Антонио и невестка Хилди Брукс также актёры.

## Фильмография

### Актёр
- Есть оружие – будут путешествия[англ.] (1960)
- Макбет (1961)
- Великолепие в траве (1961)
- Обнажённый город[англ.] (1961—1963)
- Breaking Point[англ.] (1963)
- Шоссе 66[англ.] (1963)
- Защитники (1962—1963)
- Америка, Америка (1963)
- For the People (1965)
- Twelve O'Clock High (1964—1965)
- Виргинцы[англ.] (1966)
- The Wackiest Ship in the Army[англ.] (1966)
- Гавайи[англ.] (1966)
- Hawk[англ.] (1966)
- Беглец (1963—1966)
- Дорога на запад (1967)
- Манкиз[англ.] (1967)
- Хладнокровный Люк (1967)
- Я мечтаю о Джинни[англ.] (1968)
- The Danny Thomas Hour[англ.] (1968)
- Бонанза (1968)
- Звёздный путь: Оригинальный сериал (1969)
- Дымок из ствола (1965—1969)
- Моя жена меня приворожила (1969)
- Gentle Ben[англ.] (1969)
- Единственный выживший[англ.] (1970)
- А вот и невесты[англ.] (1969—1970)
- Летающая монахиня (1970)
- Финкс (1970)
- Отряд «Стиляги»[англ.] (1970)
- Мир Брэкена[англ.] (1970)
- Storefront Lawyers[англ.] (1970)
- Кеннон[англ.] (1971)
- Дэн Огэст[англ.] (1971)
- Гавайи 5-O (1971)
- Миссия невыполнима (1970—1972)
- Cade's County[англ.] (1972)
- Ночная галерея[англ.] (1973)
- Partners In Crime (1973)
- ФБР (1971—1973)
- Insight[англ.] (1974)
- Сёстры Снуп[англ.] (1973—1974)
- Новобранцы (1973—1974)
- Пёс и кот[англ.] (1977)
- Братья Харди и Нэнси Дрю[англ.] (1977)
- Makin' It[англ.] (1979)
- Where The Ladies Go (1980)
- Тринадцать за обедом (1985)
- Face to Face (Зал славы Hallmark; 1990)

### Режиссёр
- Heroic Mission (1967)
- Then Came Bronson[англ.] (1969)
- Летающая монахиня (1969-70)
- The Young Rebels[англ.] (1970)
- Getting Together[англ.] (1971)
- Семья Партриджей (1971—1972)
- Баначек[англ.] (1972)
- Новобранцы (1973)
- Griff (1973; также сценарист)
- Love Is Not Forever (1974)
- Fools, Females and Fun (1974)
- Эми Прентисс[англ.] (1974)
- Someone I Touched (1975)
- Макклауд[англ.] (1972—1975)
- Макмиллан и жена[англ.] (1975—1976)
- Досье детектива Рокфорда (1974—1976)
- Lanigan’s Rabbi (1976)
- Del Vecchio[англ.] (1976)
- Rich Man, Poor Man Book II[англ.] (1976)
- Something for Joey[англ.] (1977)
- The Girl in the Empty Grave (1977)
- The Gypsy Warriors (1978)
- The Critical List (1978)
- A Real American Hero[англ.] (1978)
- The Chinese Typewriter (1979)
- Silent Victory: The Kitty O’Neil Story (1979)
- Heaven on Earth (1979)
- Breaking Up Is Hard to Do (1979)
- The Contender (1980)
- We’re Fighting Back (1981)
- The Star Maker (1981)
- The Steeler and the Pittsburgh Kid (1981)
- Something So Right (1982)
- Между друзьями[англ.] (1983)
- A Good Sport (1984)
- Threesome (1984)
- Rearview Mirror (1984)
- Тринадцать за обедом (1985)
- One Terrific Guy (1986)
- Shell Game[англ.] (1987)
- Pals (1987)
- Mayflower Madam (1987)
- The Outside Woman (1989; также продюсер)
- Dark Holiday (1989; also исполнительный продюсер)
- Face to Face (Зал славы Hallmark; 1990)
- Sporting Chance (1990)
- This Gun for Hire (1991)
- Lies Before Kisses (1991)
- The Last Prostitute (1991)
- The Rape of Doctor Willis (1991)
- A Taste for Killing (1992)
- Nightmare in the Daylight (1992)
- The Contender (1993)
- Нас пятеро (1994)
- Диагноз: убийство (1994)
- Надежда Чикаго (1995)
- Тайны Косби[англ.] (1995)
- American Gothic (1995)
- Застава фехтовальщиков (1993—1996)
- Тёмные небеса (1996)
- Mr & Mrs. Smith (1996)
- Шпионские игры[англ.] (1997)
- Рёв[англ.] (1997)
- Бухта Доусона (1998)
- Месть без предела (1998)
- Владеть и обладать[англ.]
- Wasteland (1999)
- The Force (1999)
- Будь собой[англ.] (1999)
- Фелисити (2000)
- Западное крыло (2001)
- C.S.I.: Место преступления (2000—2001)
- Под прикрытием (2001)
- Защитник (2001)
- Первый понедельник[англ.] (2002)
- Оперативник[англ.] (2003)
- 4исла (2003)
- Встреча выпускников[англ.] (2005)
- Юристы Бостона (2006—2007)